# Crimes de guerre de l'Armée rouge pendant la Seconde Guerre mondiale
Pour les crimes de guerre russes commis après 1991, voir Crimes de guerre de la fédération de Russie.
 (octobre 2011).
Par crimes de guerre de l'Armée rouge au cours de la Seconde Guerre mondiale, on entend des actes criminels et des infractions au droit international commis par les membres des forces armées soviétiques. En font partie les ordres donnés par les commissaires politiques ou les gradés de l'armée rouge, le non-respect du droit international de guerre et des conventions de Genève, les meurtres et les viols de civils, la mise à mort délibérée de prisonniers de guerre ainsi que d'autres crimes dans les différents pays concernés par le passage et le séjour de cette armée.
Lors de leur avancée, les soldats commirent de nombreuses atrocités envers les populations civiles soupçonnées de collaboration avec l'occupant ou citoyennes des États ennemis (même après que ceux-ci, comme la Finlande, la Roumanie ou la Bulgarie, furent passés du côté Allié). Viols, meurtres de civils et pillages furent systématiques et encouragés par la propagande officielle (Ilya Ehrenbourg) qui valorisait une attitude violente pour « venger » la mort de plus de 26 millions de Soviétiques. Cette violence s'est exercée à l'encontre des ennemis ou des « collaborateurs » : terme qui, pour le NKVD, pouvait englober tout citoyen soviétique n'ayant pas activement résisté à l'occupant.
L'historiographie soviétique officielle a évidemment passé ces faits sous silence, et cela n'a pas beaucoup changé depuis la dislocation de l'URSS. Si la mémoire des exactions soviétiques reste une plaie ouverte dans certains des pays concernés (Finlande, Pays baltes, Pologne, Roumanie, Hongrie…), l'opinion occidentale ne s'y est guère intéressée et seulement dans certains cercles universitaires ou bien d'orientation politique de droite. Une des causes de ce peu d'intérêt est que lors de l'invasion de l'URSS en 1941, les nazis et leurs alliés (troupes auxiliaires ukrainiennes ou baltes, armées hongroise et roumaine…) ont eux aussi commis des crimes de guerre en territoire soviétique sous prétexte de « venger » la déportation au Goulag en 1940-41, des citoyens locaux accusés par le NKVD d'avoir « servi les États bourgeois » antérieurs. Il s'agissait de « nettoyer le terrain des bolcheviks, des judéo-bolchéviks et de leurs complices », termes qui, pour les forces de l'Axe, pouvaient englober tout citoyen soviétique (ou devenu soviétique par le pacte Hitler-Staline) n'ayant pas activement collaboré avec l'occupant, et tous les Juifs sans exception (voir Shoah par balles).

## Historique

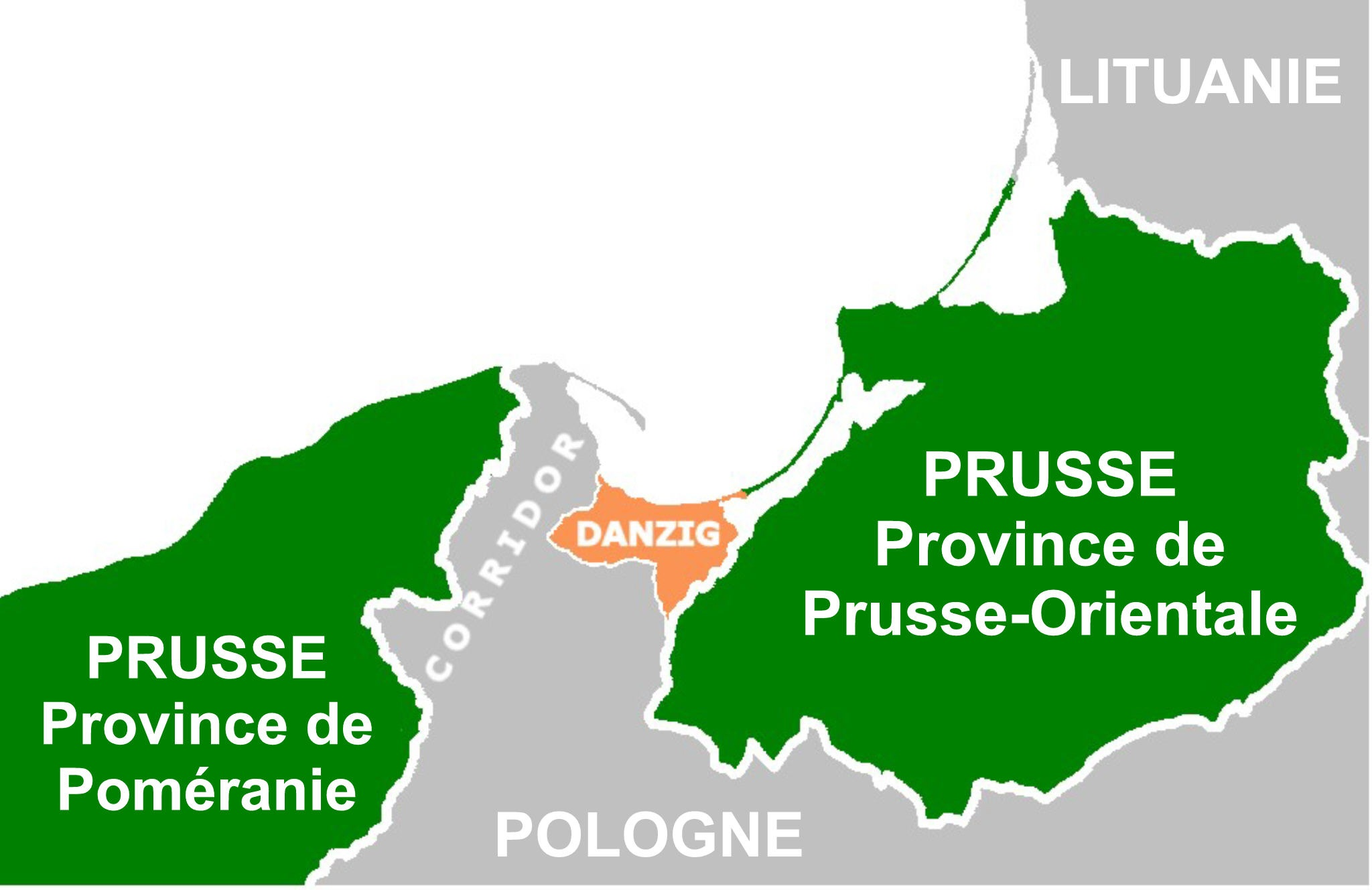
Corridor de Dantzig et les frontières de 1940

### Appels à la vengeance
Les slogans conçus par Ilya Ehrenbourg incitaient les soldats soviétiques à la « vengeance contre ceux qui avaient envahi la mère patrie soviétique ». On cite un commissaire politique qui lisait, lors des rapports, des appels comme celui qui suit :

« Soldats de l’Armée rouge, tuez ! tuez ! À mort, les Fascistes ! car il n’y a pas d’innocents chez eux ! Ni ceux qui vivent ni ceux qui ne sont pas encore nés ! À mort ! À mort »

— Ilya Ehremburg cité par Jurgen Thorwald, op. cit. 1965, p. 54 §5

### Situation militaire
En 1944, l'opération Bagration a causé des revers terribles aux armées allemandes. Les armées soviétiques sont alors aux portes de la Pologne, menaçant le territoire du Reich, et de la Roumanie, qui préfère passer du côté Allié. Une éphémère contre-offensive allemande en octobre-novembre 1944 en province de Prusse-Orientale permet de découvrir à Gołdap et Nemmersdorf des atrocités commises sur des civils allemands.

### Témoignages
« […] les Russes ont cloué vives des femmes sur les portes des granges. Toutes ont été violées un nombre incalculable de fois, les hommes et les vieillards ont été massacrés ainsi que quarante Français. »

— Jurgen Thorwald, op. cit. 1965, pp. 15-16
 Il s'agit d'un auteur allemand qui pourrait être soupçonné de partialité mais Antony Beevor, auteur anglais, va dans le même sens, dénonçant la brutalité de l'Armée rouge à son entrée en Prusse orientale. 

« Des rumeurs avaient commencé à circuler sur ce qui se passait en Prusse-Orientale.
Les soldats de l'Armée rouge, et en particulier ceux des unités polonaises, n'étaient sans doute pas enclins à la clémence après ce qu'ils avaient vu à Varsovie. »

— Antony Beevor, op. cit. 2002, pp. 66-37

Un auteur dramatique soviétique, Zakhar Agramenko, servant comme officier d'infanterie de marine en Prusse orientale, notait dans son journal : 

« Les soldats soviétiques ne recherchaient pas de « relation individuelles » avec des femmes allemandes, […] À neuf, dix, douze hommes à la fois, ils les violent collectivement. »

— Antony Beevor, op. cit. 2002, p. 74
L'ouvrage d'Antony Beevor poursuit sur plusieurs pages la description des viols collectifs en accusant les dirigeants Staline et Beria d'être parfaitement renseignés par les rapports du NKVD. L'attitude des soldats masculins était approuvée par les femmes-soldats de l'Armée rouge elles-mêmes, car s'opposer à la ligne officielle du régime aurait pu les mener au Goulag, comme dans le cas d'Alexandre Soljenitsyne, alors officier dans l'Armée rouge.

## Victimes

### Exemples
- Massacre de Katyń (1940) ;
- massacre de Fântâna Albă (1941) ;
- Massacre de Bronnyky (de) (1941) ;
- Massacre de Théodosie (1942) ;
- Massacre de Grichino (de) (1941) ;
- Torpillages de navires neutres transportant des réfugiés juifs : Struma (1942) et Mefküre (1944) ;
- Massacre de Nemmersdorf (1944) ;
- Massacre de Dąbrówka Nowa (de) (1945) ;
- Massacre de Metgethen (de) (1945) ;
- Viols de Demmin (1945). Ce cas est surtout connu pour la vague inédite de suicide qu'engendrèrent les exactions soviétiques.
- Massacre de Treuenbrietzen (de) (1945).

### Les populations civiles

#### Les civils despays de l'Est
Dans les Pays baltes, la Pologne et la Roumanie les populations civiles ont payé un lourd tribut aux crimes de guerre tant nazis que soviétiques. La Commission nationale estonienne sur l'examen des politiques de répression avance que le nombre de victimes civiles durant l'occupation soviétique entre 1940 et 1941 est de 33 900. Sur ce nombre 7 800 avaient été arrêtés, 6 000 avaient été déportés, 5 000 avaient été évacués, 1 100 ont disparu et 14 000 réquisitionnés comme main d'œuvre forcée. Après la réoccupation par l'URSS, 5 000 Estoniens périrent dans les prisons soviétiques entre 1944 et 1945.
Pendant la conquête de la Pologne orientale en 1939-41, l'Armée rouge a commis de nombreux crimes de guerre. L'historien Andrzej Friszke évalue le nombre des victimes à 2 500 prisonniers de guerre assassinés (soldats et policiers) et à plusieurs centaines de civils. En même temps, les militaires soviétiques incitaient les populations civiles ukrainiennes et biélorusses au meurtre et à la violence. Les crimes les plus connus ont eu lieu à Katyń, Rohatyn, Grodno, Nowogródek, Sarny, Tarnopol, Waukawysk, Oszmiana, Świsłocz, Molodetschno et Kosów Poleski,,.
Après l'invasion soviétique, les forces d'occupation procédaient à des arrestations de masse visant les « ennemis de classe » et les « ennemis du peuple ». Au cours des années 1939-41, environ 110 000 personnes ont été arrêtées en Pologne orientale. Le destin des prisonniers n'est que partiellement connu. Environ 40 000 personnes ont trouvé la mort dans les camps de la région de Vorkouta, et environ 7 300 civils emprisonnés en Biélorussie et en Ukraine ont été assassinés en 1940. Plus de 10 000 personnes ont encore été assassinées par les soviétiques durant l'été 1941 lors de l'évacuation des prisons devant l'avancée allemande.
En août 2009, l'Institut de la Mémoire nationale polonais a estimé que 150 000 citoyens polonais ont été victimes de la répression soviétique. Depuis la chute de l'URSS, les historiens polonais ont pu accéder aux archives soviétiques relatives à l'occupation de la Pologne. Andrzej Paczkowski estime qu'entre 90 000 et 100 000 du million de Polonais déportés ont péri et que 30 000 ont été exécutés par les Soviétiques. En 2005, l'historien Tadeusz Piotrowski avança que 350 000 Polonais avaient été tués par les Soviétiques.
Lors de l'invasion soviétique de la Roumanie orientale en juin 1940 (conformément au pacte Hitler-Staline, comme en Pologne), les commerces, administrations et entrepôts ont été pillés, tandis que les notables et tous les citoyens (femmes, enfants, vieillards inclus) désignés comme « ennemis du peuple » ou « nuisibles » ont été tués sur place par des « brigades rouges » constituées à la hâte par le NKVD, et 22 842 ont été déportés avec, parfois, un bref simulacre de « procès populaire » avant l'exécution. Lors du retour des soviétiques en mars 1944, ces crimes reprennent (entre-temps, de juin 1941 à fin 1943, c'est l'armée roumaine qui s'était livrée à des crimes, notamment contre les Juifs locaux, accusés en bloc d'avoir soutenu l'URSS). Conséquence : selon les données des recensements, de 1940 à 1950 la région a perdu plus de 850 000 habitants, passant de 3 200 000 personnes selon le recensement roumain de 1938, à 2 229 000 selon le recensement soviétique de 1950, et 560 000 disparitions sont imputables à l'Armée rouge, à ses réquisitions, au NKVD et à ses déportations.
En 1950, il ne restait de tous ces « indésirables » ou « nuisibles » assassinés sur place ou déportés hors de cette région, que 49 000 survivants sur les lieux de leur exil.

#### Déportations
Selon l'historien Aleksandr Gourianov, environ 108 000 personnes polonaises ont été envoyées dans les camps du Goulag, et 32 000 déportés en Russie orientale ou au Kazakhstan,. D'après les estimations du gouvernement polonais, les quatre grandes vagues de déportations ont fait plus de 600 000 victimes.
L'Union soviétique déporta de nombreuses populations jugées potentiellement non-fiables dans des zones d'assignation à résidence, en général en Asie centrale et en Sibérie, dans des zones désertiques au climat rude. Les chiffres donnés ci-dessous n'incluent pas les exécutions, les déportations dans les camps de travail du Goulag, les enrôlement forcés dans l'Armée rouge ou les déportations ayant eu lieu après la guerre.
- Entre 380 000 et 390 000 personnes furent déportées des territoires annexés en 1940 et 1941 dont 309 000 à 312 000 Polonais, 22 842 Moldaves, 17 500 Lituaniens, 17 000 Lettons et 6 000 Estoniens[19]. En août 1941, 243 106 Polonais vivant dans les implantations spéciales furent amnistiés et libérés par les Soviétiques[20].
- Environ 2,3 millions de citoyens soviétiques appartenant à des minorités ethniques furent déportés durant la guerre. Ce chiffre inclut 1 209 000 Allemands soviétiques, 479 000 Tchétchènes et Ingouches, 191 014 Tatars de Crimée, 100 000 membres ukrainiens de l'OUN, 92 000 Kalmouks, 91 000 Turcs de Meskhétie, 69 000 Karatchaïs, 42 000 Grecs, Bulgares et Arméniens de Crimée, 37 000 Balkars, 30 000 Polonais, 9 000 Finlandais[21].
- Un total de 2 230 500 personnes habitaient dans les implantations spéciales en octobre 1945 et les archives indiquent que 309 100 morts furent enregistrées dans ces zones entre 1941 et 1948[22].

#### Camps
Le nombre total des morts en URSS inclut les victimes de la répression soviétique. La surpopulation du temps de guerre et les pénuries de nutriments et de bois de chauffage multiplièrent les victimes du Goulag. Le régime stalinien déporta des populations entières jugées potentiellement déloyales. Depuis 1990, les historiens russes peuvent accéder aux archives de la période soviétique et ont publié des articles sur le nombre des personnes exécutées et celles mortes en détention. L'historien russe Viktor Zemskov avance le nombre d'un million de morts entre 1941 et 1945 en s'appuyant sur les données des archives soviétiques. Selon l'historien Michael Haynes, il y eut 1 187 783 victimes entre 1939 et 1945 dont 46 350 exécutions judiciaires, 718 804 morts au Goulag et 422 629 dans les prisons et les colonies pénitentiaires.
Naturellement les chiffres officiels des autorités répressives et pénitentiaires, la propagande soviétique et plus largement communiste, ainsi qu'ultérieurement la propagande pro-russe ont toujours nié ou contesté ces chiffres et produit ou inspiré une profusion de sources qui relativisent ou minimisent le phénomène. John Arch Getty et Stephen Wheatcroft avancent que les archives soviétiques documentent précisément les victimes du Goulag sous la période stalinienne et que celles-ci étaient moins nombreuses que ce qui ressort d'autres témoignages et études,. Pour expliquer l'absence d'un « baby-boom » après guerre dans les pays communistes, Michael Haynes et Rumy Husun considèrent eux aussi que les données des archives soviétiques sont fiables et avancent que les données démographiques sont plus représentatives d'une économie soviétique sous-développée et des pertes de la Seconde Guerre mondiale que d'un plus grand nombre de victimes de la répression politique.
Robert Conquest et Steven Rosefielde remettent néanmoins en cause la fiabilité de cette source officielle, en avançant que les données démographiques et les témoignages des survivants indiquent un nombre de victimes plus important,. Rosefielde considère même que l'ouverture des archives soviétiques est une opération de désinformation organisée par le KGB. Rosefielde affirme que les données des archives soviétiques sont incomplètes ; il indique par exemple qu'elles n'incluent pas les 22 000 victimes du massacre de Katyn. Les évaluations de Rosefielde ont été obtenues en estimant la population de 1945 avec des taux de naissance et de mortalité égaux à ceux d'avant-guerre puis en comparant cette estimation à la véritable population de 1945. Il attribue les 31 millions de morts supplémentaires pour 23,4 millions à la guerre et 7,6 millions à la répression soviétique. L'étude démographique de Rosenfielde suggère qu'il y eut 2 183 000 morts supplémentaires en 1939-1940 et 5 458 000 entre 1941 et 1945, rejoignant en cela les chiffres de la fondation russe « Memorial » créée par le dissident Andreï Sakharov en 1989 et toujours persécutée au XXIe siècle.

#### Pillages et réquisitions
Sans attendre que des réparations de guerre soient chiffrées (par exemple au Traité de Paris de 1947) l'Armée rouge s'est livrée a deux types de pillages, aussi bien en territoire ennemi (Allemagne, Hongrie, Slovaquie, Roumanie, Bulgarie…) qu'en territoire allié (Pologne, Yougoslavie, Roumanie et Bulgarie après leur retournement...) :
- le pillage organisé, portant sur les infrastructures du pays conquis et nécessitant une mise en œuvre par des ingénieurs et des techniciens capables de démonter usines et machines, par des marins et pilotes capables de diriger navires et avions, par des officiers du renseignement polyglottes capables de trouver les ressources et documents recherchés, par des scientifiques capables de déménager des instituts de recherche, et bien sûr par des logisticiens capables d'organiser le transport du butin vers l'URSS par rail, route ou mer[37] ;
- le pillage informel et improvisé, portant sur les biens meubles des populations civiles et sur les commerces du pays conquis, exercé par les hommes de troupe et leur hiérarchie immédiate, et utilisant la logistique militaire pour envoyer à leurs familles leurs butins, sauf pour les objets en métaux ou pierres précieuses dont la détention par des particuliers était interdite et qui devaient obligatoirement être remis aux officiers d'intendance, chargés de les collecter pour l'Armée, mais qui récompensaient les soldats selon les quantités apportées, en numéraire, alcools ou jours de permission[38].

Dans ces pays, la demande « Davaï tchas! » (« File ta montre ! ») est devenue une expression courante pour désigner les Soviétiques, un jeu d'enfants et, pour une très brève période, un sujet d'humour noir : l'humoriste roumain Constantin Tănase (ro) composa et joua en public un sketch sur ce thème qui fut son dernier car il fut arrêté par l'Armée rouge qui lui interdit sous peine d'être fusillé, de le jouer. Relâché, il ne le joua plus mais monta sur scène en chemise de l'Armée rouge, levant ses bras qui se révélaient être bardés de montres-bracelet, et disant seulement : « El tic, eu tac, el tic, eu tac ! » (« Lui tique, moi je me tais, lui tique, moi je me tais »). Cela dura quelques jours sous les applaudissements frénétiques des spectateurs, après quoi l'humoriste fut trouvé mort d'une surdose de médicaments le 29 août 1945.

#### Viols
Les viols de l'Armée rouge aux femmes ne se limitèrent pas à l'Allemagne. Selon les historiens on recense entre 70 000 et 100 000 cas à Vienne et en Autriche en général, 50 000 à 200 000 dans chacun des pays suivants : Hongrie, Roumanie, Bulgarie, Pologne, Tchécoslovaquie et Yougoslavie (les quatre derniers n'ayant jamais été ennemis de l'URSS).
Richard J. Evans, professeur britannique d'histoire moderne à Cambridge a écrit un livre sur ce sujet dans lequel il décrit l'extrême violence de ces viols collectifs par les soldats soviétiques. Il écrit qu'en Allemagne, le viol était souvent accompagné de tortures et de mutilations, et que souvent cela se terminait pour les victimes par un tabassage à mort ou bien par une exécution pure et simple.
En Allemagne occupée, la population civile féminine a été régulièrement victime de violences sexuelles. Des prisonniers de guerre britanniques en ont témoigné après leur retour dans la zone occupée britannique de l'Allemagne : « Dans le secteur autour de notre camp d'internement, […], des soldats soviétiques violaient, au cours des premières semaines après la conquête, chaque femme et chaque fille entre 12 et 60 ans. […] Des pères et des maris, qui voulaient les protéger, ont été tués, et les filles qui montraient beaucoup de résistance ont également été assassinées. »
Les sources indiquées estiment que, vers la fin de la Seconde Guerre mondiale et dans les mois après, les membres de l'Armée rouge ont violé plus de deux millions de femmes allemandes, sans compter les viols multiples. Environ 10 000 des victimes sont mortes de leurs blessures, ont été assassinées ou se sont suicidées.
L'historien Norman Naimark confirme les deux millions de victimes allemandes. Dans plusieurs secteurs, les abus sexuels massifs se sont accumulés de telle manière qu'en Allemagne, c'est la demande « Frau, komm! » (« Femme, viens ! ») qui est devenue une expression courante et c'est là que des enfants ont commencé à jouer à « violer » . Des rapports de témoins oculaires innombrables, il ressort que des lieux ont été aménagés spécialement, dont les femmes ont souvent été congédiées après une torture de plusieurs jours.
Jamais dans un seul pays et en une période si courte, autant de femmes et filles ont été abusées auparavant par des soldats étrangers qu'en 1944/45 après l'invasion de l'Armée rouge en Allemagne.
Les autorités russes n’ont jamais reconnu officiellement ces viols de masse, confirme l’agence de presse russe RIA Novosti. Le sujet est très sensible en Russie, le rôle de "libératrice" de l’Armée rouge reste un élément-clé de la doctrine de l’État et une question de fierté nationale. Le thème des atrocités commises par des soldats soviétiques en Allemagne, en Pologne et dans les autres pays de l’Est à la fin de la guerre n’a jamais été vraiment débattu en Russie où il reste largement tabou.

### Victimes militaires
Les sources russes avancent que 580 589 prisonniers de guerre de l’Axe périrent dans les camps soviétiques. Détail par pays : Allemagne 381 067, Japon 62 069, Italie 27 683, Finlande 403, Hongrie 54 755 et Roumanie 54 612 (cas particulier car un grand nombre de soldats prisonniers de l’Armée rouge ont été intégrés aux deux divisions roumaines alliées combattant du côté soviétique). Certains historiens occidentaux estiment néanmoins que le total se trouverait entre 1,7 et 2,3 millions.
En 1940, l’Armée rouge et le NKVD commirent dans la forêt de Katyń le massacre de 4 500 officiers polonais abattus d’une balle dans la nuque, et en accusa les nazis. Ce n'est qu'en 2010 que Moscou a officiellement reconnu la responsabilité de Staline dans le massacre de 22 000 officiers polonais lors du massacre de Katyń.

## Recherche sur les causes
Le récit "Les Cavaliers de l'Apocalypse” de Jean Marcilly (it), d’après les notes de l’officier roumain Ion Valeriu Emilian prises durant la campagne de l’Axe contre l’URSS, explique la bestialité des deux camps par la non-application (et même l’ignorance pure et simple) de la convention de Genève, par les encouragements à la cruauté des hiérarchies nazie et communiste appliquant la doctrine d’État « quiconque n’est pas des nôtres est un ennemi » et par les vengeances croisées des troupes révulsées par les cadavres horriblement mutilés de leurs camarades, laissés bien en vue lors des reculs. Ce récit décrit une sorte de spirale de la déshumanisation croisée, de compétition dans le sadisme, au point que les soldats ou les officiers qui s’y refusaient devenaient la risée des autres et traînaient une réputation de lâches et de défaitistes, comme dans le cas de Lev Kopelev qui, s’opposant à ces exactions, fut condamné au Goulag pour « manque de combativité ».
En 1951, au retour d’un voyage en URSS, le journaliste français Michel Gordey, partisan en pleine guerre froide d’une détente entre les démocraties et le bloc de l'Est, expliquait ces exactions (au cœur des reproches occidentaux faits à la « barbarie » des Soviétiques) par « la soif de vengeance qui animait cette armée après les indicibles atrocités et souffrances de l'occupation allemande en Russie ». « Les soldats avaient découvert les traces encore fraîches de la bestialité allemande ». Il ajoute : « il fallait compter avec l’effort physique et moral surhumain, fourni pendant les dernières années de la guerre […] Aussi l’arrivée dans des territoires ennemis et le contact avec des populations hostiles (comme en Pologne) et avec le peuple allemand lui-même, devaient évidemment résulter en incidents massifs du caractère le plus brutal ». La différence de mode de vie (les pays conquis étant, malgré la guerre, beaucoup plus prospères que l’URSS, ce qui ne pouvait qu’apparaître comme rageant aux soldats de base) et l’alcoolisme massif dans l’armée soviétique (également encouragé par la hiérarchie et permis par l’intendance pour « donner du cœur au ventre » aux combattants et faire tomber leurs inhibitions), expliquent aussi le déchaînement des pulsions.

## Historiographie et controverses
Les crimes de guerre de l’Armée rouge s’inscrivent dans un ensemble plus vaste dont ils sont indissociables : celui des crimes des régimes totalitaires stalinien et nazi en guerre l’un contre l’autre, ne respectant aucun droit et ne manifestant aucun « scrupule bourgeois » (selon leur propre terminologie partagée) dans le traitement des prisonniers ennemis, des populations civiles et de leurs propres soldats. Depuis la chute du rideau de fer en 1989, des commissions d’historiens et des centres de recherche ont été créés dans les pays d’Europe de l'Est de l’ancien Pacte de Varsovie ayant subi ces crimes, qui y ont fait de très nombreuses victimes, mais si les atrocités des troupes de l’Axe sont le plus souvent bien documentés et font l’objet d’un consensus quasi-général (à l’exception des négationnistes de la Shoah), en revanche il n’y a sur les crimes de guerre de l’Armée rouge ni consensus, ni données facilement accessibles, la situation étant très différente selon les pays.
En Allemagne, Pologne, Estonie, Lettonie, Lituanie, République tchèque, Hongrie et Roumanie, même si le sujet n’intéresse plus grand-monde, les commissions historiques ont rendu leurs conclusions après plusieurs années de travail, les crimes sont relativement bien répertoriés et des monuments et mémoriaux ont vu le jour. Mais en Slovaquie, en Bulgarie et dans les pays ex-soviétiques autres que baltes, la question reste controversée : les victimes de l’Armée rouge ne sont toujours pas l’objet d’un devoir de mémoire et n’ont droit à aucune réparation, bien que des historiens tels Nikolaï Bougaï, Anatoly Prokopienko ou Vladimir Vinogradov aient eu accès aux archives de la Tchéka-GPU-NKVD-KGB et aient publié leurs résultats.
En Russie, dans la diaspora russe et dans les mouvements pro-russes des anciens états soviétiques, la tonalité générale des commentaires et des médias est la même que celle du journaliste français Michel Gordey en 1951, expliquant les crimes des Soviétiques (lorsqu’ils ne sont pas purement et simplement niés) par les « atrocités et souffrances de l’occupation allemande en Russie » ; hors de la zone d’influence russe aussi, de nombreux auteurs mettent en doute l’intentionnalité du régime stalinien à encourager ces crimes.
Malgré ces débats, le parlement de l’Organisation pour la sécurité et la coopération en Europe a adopté le 3 juillet 2009 un texte (dit Déclaration de Vilnius (en)) condamnant tous les régimes totalitaires de l’histoire européenne et leur éventuelle glorification. Par une décision du 3 juin 2008 (en) le même parlement a décidé que la journée du 23 août deviendra la Journée européenne de commémoration des victimes du stalinisme et du nazisme (International Black Ribbon Day). Cette commémoration inaugurée en 2009 correspond au 70e anniversaire du pacte Hitler-Staline du 23 août 1939.